# Конви, Бобби
Бо́бби Ко́нви (англ. Bobby Convey; 27 мая 1983, Филадельфия) — американский футболист, полузащитник.

## Биография

### Клубная карьера
Бобби Конви окончил футбольную академию Брейдентона, которая воспитала таких игроков как Лэндона Донована, Огучи Оньеву и Дамаркуса Бизли. Все они помогли сборной США до 17 лет, занять четвёртое место на юношеском чемпионате мира 1999, который проходил в Новой Зеландии.
В 2000 году Конви в возрасте 16 лет был выбран на драфте клубом MLS «Ди Си Юнайтед». В том же году Бобби подписал с клубом контракт, на тот момент Конви стал самым молодым игроком, подписавшим профессиональный контракт. На тот момент Бобби также числился в футбольной программе «Проект-40», которая спонсировалась компанией Adidas, эта программа поощряет раннее начало карьеры (без окончания колледжа) в американской лиге, до 2005 года программа спонсировалась компанией Nike. Дебют Конви в составе «Ди Си Юнайтед» состоялся 25 марта 2000 года на домашнем стадионе РФК против «Лос-Анджелес Гэлакси», Конви появился в матче выйдя на замену, но дебют выдался неудачным, «Ди Си Юнайтед» проиграл со счётом 0:4. Спустя три месяца Конви забил свой первый гол за «Ди Си», 4 июля 2000 года Бобби отличился в матче против «Колорадо Рэпидз». В своём первом сезоне за «Ди Си Юнайтед» Конви сыграл в 22 матчах, из которых в 18 начинал матч в основном составе.
Бобби отлично проявил себя в матче против английского «Ньюкасл Юнайтед» во время предсезонного турне «Ньюкасла». Отдав два результативных паса и показав свой потенциал, он привлёк внимание главного тренера «Ньюкасла», знаменитого Бобби Робсона. За четыре с половиной сезона Конви забил 8 мячей, и отдал 16 результативных паса.
Талантливого левого полузащитника летом 2003 попытался подписать английский «Тоттенхэм Хотспур», клуб согласился на сумму трансфера в 3 млн $, но сделка не состоялась, так как Конви не выдали разрешение на работу, из-за его нехватки выступлений за основную сборную США.
22 июля 2004, после пяти сезонов с «Ди Си Юнайтед», Конви подписал контракт с английским «Редингом», клуб тогда выступал в Чемпионшипе. Конви дебютировал за «Рединг» в проигранном матче против «Вест Хэма» (0:1), выйдя на замену. Своё первое появление в основном составе Конви отметился в матче против «Шеффилд Юнайтед» 14 августа 2004, 1:0. В первый сезон Бобби провёл всего 7 матчей как игрок основного состава и 15 матчей, выйдя на замену.
Сезон 2005/2006 Конви стал больше появляться в составе команды, он помог «Редингу» выиграть Чемпионшип, и установить новый английский рекорд, 106 голов в 46 матчах. Первый гол за «Рединг» Бобби забил «Миллуоллу», матч окончился со счётом 5:0. Английский футбольный журнал «FourFourTwo» назвал Конви, как десятый лучший игрок в Чемпионшипе.
Первый матч для Бобби Конви в английской Премьер-лиге начался с победы над «Мидлсбро» 3:2, 19 августа 2006 года. Однако большую часть сезона Конви пропустил из-за травмы полученной во время тренировки, и последующей операции.
Вернулся в футбол Конви только 28 июля 2007, отыграв один тайм, в матче предсезонного сбора против «Брайтона». В основной состав он вернулся в матче победном матче (1:0) против «Эвертона» 18 августа 2007.

### Карьера в сборной
За национальную сборную США Конви дебютировал 25 октября 2000 года против сборной Мексики, став третьим по возрасту дебютантом в сборной. Бобби был капитаном сборной США до 20 лет на молодёжном чемпионате мира 2003 в Объединённых Арабских Эмиратах. Конви был участником чемпионата мира 2006, выступая на нём под 15-м номером.

### Достижения
- Победитель Чемпионшипа Футбольной лиги: 2005/06
- Обладатель Открытого кубка США: 2012